# Колюхівська сільська рада
| Колюхівська сільська рада — колишній орган місцевого самоврядування у Тиврівському районі Вінницької області з адміністративним центром у с. Колюхів. Сільській раді були підпорядковані населені пункти: - с. Колюхів - с. Канава - с. Соколинці |

## Склад ради
Рада складалася з 12 депутатів та голови.

## Керівний склад сільської ради
| ПІБ                          | Основні відомості                                                                  | Дата обрання | Дата звільнення |
| ---------------------------- | ---------------------------------------------------------------------------------- | ------------ | --------------- |
| Пасіченко Світлана Борисівна | Сільський голова, 1970 року народження, освіта, член Соціалістичної партії України | 26.03.2006   | 31.10.2010      |
| Пасіченко Світлана Борисівна | Сільський голова, 1970 року народження, освіта середня спеціальна, позапартійна    | 31.10.2010   |                 |

Примітка: таблиця складена за даними джерела